# Nederlandse Vereniging voor Medische Microbiologie
De Nederlandse Vereniging voor Medische Microbiologie (NVMM) is een wetenschappelijke vereniging in Nederland op het gebied van de medische microbiologie. 
De vereniging neemt deel aan de Werkgroep Infectie Preventie. Er zijn in 2013 bijna 700 betalende leden, van wie iets meer dan een derde arts-microbioloog is. 

## Geschiedenis
Aan het eind van de 19e eeuw ontwikkelde zich de microbiologie als een nieuwe wetenschap met grote vooruitzichten op vooruitgang in de geneeskunde en in de fermentatie-industrie. De uit Delft afkomstige Antoni van Leeuwenhoek zag met zijn zelfgemaakte lenzen als eerste bacteriën. Zijn bevindingen zijn gepubliceerd in brieven aan de Royal Society in Londen.
Opnieuw in Delft werd twee eeuwen later met de productie van bakkersgist op industriële schaal begonnen door de "Gist- en Spiritusfabriek". Uit dit bedrijf ontstond later de Koninklijke Gist-Brocades (nu onderdeel van DSM). 
Een werknemer van de fabriek was de microbioloog Martinus Willem Beijerinck, die in 1895 werd benoemd tot hoogleraar van de leerstoel in Microbiologie aan de Hogeschool van Delft, later de Technische Universiteit Delft. Beijerinck was daarmee de eerste professor in de algemene microbiologie in Nederland. 
Ongeveer tien jaar eerder was aan de Universiteit van Amsterdam een leerstoel in de Medische Microbiologie opgericht en een van de alumni was Christiaan Eijkman, die later professor in de medische microbiologie werd aan de Rijksuniversiteit van Utrecht.
Door de toegenomen interesse in het onderzoek van micro-organismen werd de Nederlandse Vereniging voor Microbiologie (NVvM) opgericht op 20 april 1911, met Beijerinck als eerste voorzitter. In 2011 vierde de Vereniging haar 100-jarig jubileum en ontving ter gelegenheid daarvan het predicaat Koninklijke.
Daarnaast bestond de NVLA (Nederlandse Vereniging voor Laboratoriumartsen), de beroeps- en belangenvereniging van de artsen-klinische chemie en de artsen-microbioloog.
De NVvM kende verschillende secties waaronder de medische sectie. De medische sectie van de NVvM is in 1992 met de NVLA samengegaan tot NVMM.

## Doel
De vereniging stelt zich het bevorderen van activiteiten op het gebied van preventie, diagnostiek, studie van pathogenese, behandeling en epidemiologie van microbiële ziekten ten doel. Hiertoe worden wetenschappelijke activiteiten binnen de beroepsgroep bevorderd. Tevens wordt aandacht gegeven aan de opleidingsactiviteiten ten behoeve van het specialisme medische microbiologie, alsmede die voor de medisch moleculair microbioloog. Dit doet de vereniging door de materiële en immateriële belangen van de beroepsgroep en van de overigen die in de medische microbiologie werkzaam zijn te bevorderen. 

## Prijzen
De Beijerinck Virologie Prijs wordt toegekend ter waardering van een buitengewone internationale prestatie door een wetenschappelijk onderzoeker actief in de virologie. 
Elk jaar organiseert de NVMM de M.W. Beijerinck Lecture, die gehouden wordt door een bekende viroloog ter gelegenheid van het Dutch Annual Virology Symposium in het gebouw van de KNAW te Amsterdam.